# Adobe Director
Adobe Director（前稱為Macromedia Director）是一个由Adobe Systems出品的多媒体制作软件。它允许用户以电影的形式来创建应用程序，而软件用户就是电影的导演（Director）。Director原来是被用于创建动画序列的，后期版本加入的一个强大的编程语言Lingo，使Director成为了一个创建CD-ROM程序或单一Kiosk程序的广受欢迎的选择，支持二维和三维的多媒体项目。

## 功能
许多公司使用Director强大的程式設計功能做演示或CD和DVD光盘的导航界面。Director能够导入很多的位图、音频和视频文件，这种特性使整合媒体成为可能。它也支持矢量图形和三维互动（通过Shockwave 3D）。
Director的功能可以通過一種叫Xtra的外掛來增強。用戶可以從第三方廠商買到這些外掛。Xtra可以用Adobe的XDK（Xtra 開發工具包，一個C++的SDK）來開發。
Director輸出的.DCR文件可以在任何配有Shockwave外掛的瀏覽器上運行。
Director也可以創建獨立的可執行文件，叫做「放映機」（Projectors），可以在安裝Macintosh或Windows的電腦上編譯和運行。

## 历史
Director的原型是MacroMind公司的“VideoWorks”，一个Apple Macintosh程序。它的名字在1987年改成了“Director”，Lingo脚本语言在1988年加入。

### 产品时间线
- 1985年：VideoWorks发布
- 1988年：重命名为 Director 1.0
- 1993年：Macromind Director 成为 Macromedia Director
- 1993年：Macromedia Director 4 发布
- 1996年：Macromedia Director 5 发布
- 1997年：Macromedia Director 6 发布
- 1997年：Macromedia Director 6.5 发布
- 1998年11月16日：Macromedia Director 7 发布
- 2000年：Macromedia Director 8 发布
- 2001年：Macromedia Director 8.5 发布
- 2002年：Macromedia Director MX 发布（也叫 Director 9）
- 2004年1月5日：Macromedia Director MX 2004 发布（也叫 Director 10）
- 2008年3月25日：Adobe Director 11 发布
- 2009年3月23日：Adobe Director 11.5 发布
- 2013年1月：Adobe Director 12.0版发布

## Adobe Director 11
Director 11是Director系列中首个以Adobe名义发布的版本，也首次加入了DirectX 9 和Unicode支持和基于NVIDIA PhysX的扩展3D功能。Director 11的新功能还包括位图过滤器，增强的视频、音频以及图像文件格式支持以及与Adobe Flash CS3的整合。Shockwave Player 11也同期发布。

## 外部連結
- Adobe Director（页面存档备份，存于）（英文）
- Director 線上（页面存档备份，存于）
- Adobe Director 用戶組
- Dean 的 Director 教學
- Director podcasting
- Macromedia 歷史
- IEEE 歷史中心：John Thompson, Lingo 程式語言發明者